# 2071 Надежда
2071 Надежда (енгл. 2071 Nadezhda) је астероид главног астероидног појаса чија средња удаљеност од Сунца износи 2,251 астрономских јединица (АЈ).
Апсолутна магнитуда астероида је 13,3.